# 馬渕直純
馬渕 直純（まぶち なおずみ、1995年1月25日 - ）は、日本で活動する作詞家、作曲家、編曲家。香川県出身。ベリーグー所属。

## 人物
小学生のころよりギターを始め、高校入学後バンド活動を開始。その後クリエイターの世界に興味を持ち、自身で作曲・編曲を始める。ロック・ヘヴィメタルを中心とした数多くの演奏経験を生かし、バンド主体のサウンドメイクを軸に、ハードなサウンドから軽快なポップ・ミュージックまで幅広く手掛ける。キャッチーながらもクセのあるメロディーで、耳に残る楽曲作りを心がけている。

## 提供作品

### アーティスト
- i☆Ris
「Re:Call」（作詞・作曲・編曲）
「Endless Notes」（作詞・作曲）
「Lovely Time」（作曲・編曲）
「Thankyou Forever!」（作曲・編曲）

- 亜咲花
「KILL ME One More Time?」（作曲）

- 伊波杏樹
「killer Bee」（作曲・編曲）

- 芹澤優
「Break My Tears」（作詞・作曲・編曲）

- HIMEHINA
「藍の華」（作曲・編曲）
「キセキ色」（作曲・編曲）

- 新里宏太
「esKS~エスキス~」（作曲）

- BATTLE BOYS
「僕たちと輝く未来へ」（作詞・作曲・編曲）

- アメフラっシ
「グロウアップ・マイ・ハート」（作曲・編曲）
「フロムレター」（作曲・編曲）

- Uncle Bomb
「La lu la」（作曲・編曲）

- 柿原徹也
「Cheer up on the Radio 」（作詞・作曲・編曲）

- 岡本信彦
「ドキドキ怪盗のキッド」（作曲・編曲）

- 柿原徹也×岡本信彦
「Real Me」（作曲・編曲）

- 豊永利行
「Life is a Dance」（作曲）

- 高城れに
「Tail Wind」（作詞・作曲・編曲）
「spart」（作曲・編曲）
「everyday れにちゃん」（作曲・編曲）
「Voyage!」（作曲・編曲）

- ニノミヤユイ
「わたしを離さないで」（編曲）

- Machico
「コレカラ」（作曲・編曲）
「ギミー・ラブ」（作曲・編曲）

- ミス・モノクローム
「ボディーガード」（作曲・編曲）

- 村川梨衣
「Night terror」（作詞・作曲・編曲）

- Live us
「Sunrise」（作曲・編曲）
「All One Knows」（作曲・編曲）

- にじさんじ
「ふたりだけの世界」（編曲）
「Stay Glow」（作曲・編曲）

### テレビアニメ
- ストライクウィッチーズ
「Chocolate Girl」（作曲・編曲）
「曙光の足跡」（作曲・編曲）
「Gift of Light」（作曲・編曲）
「晴色スタートライン」（作曲・編曲）
「Believer」（作曲・編曲）
「天地に祈りを」（作曲・編曲）

- ブレイブウィッチーズ
「ガーネット」（作曲・編曲）

- ワールドウィッチーズ
「カラフルエブリデイ」（作詞・作曲・編曲）

- ポケットモンスターXY&Z
「プニちゃんのうた」（作曲）

- 音楽少女
「be with you」（作詞・作曲・編曲）

- ラブライブ!サンシャイン!!
「DROPOUT!?」（作曲・編曲）
「Lonely Snow Planet」（作曲・編曲）
- HUGっと!プリキュア
「トモダチという奇跡」（作曲・編曲）

- 上野さんは不器用
「放課後トラベラー」（作曲・編曲）

- 刀剣乱舞-花丸-
「閃の刻印」（作曲・編曲）

- 旗揚!けものみち
「ネバギバ!Forever!」（作曲・編曲）

- デジモンアドベンチャー
「未確認飛行船」（作曲・編曲）
「Be The Winners」（作曲・編曲）

- 転生したらスライムだった件
「カモナ・テンペスト!」（作曲）
「ヨイハナビ」（作曲・編曲）

- スケートリーディング☆スターズ
「My buddies」（作曲・編曲）

- 遊☆戯☆王SEVENS
「ミニスケープ」（作曲・編曲）
「Are You Re:D?」（作曲・編曲）

- 神田川JET GIRLS
「STOIC×STRENGTH」（作曲・編曲）

- フットサルボーイズ!!!!!
「Starlight HERO」（作曲・編曲）
「Glory One」（作曲・編曲）
「World Maker!!」（作曲・編曲）
「From Memories」（作曲・編曲）
「Star Seeds」（作曲・編曲）
「only one」（作曲・編曲）
「Higher Goals」（編曲）
「ソル・ダンザ」（作曲・編曲）
「Stand by Star」（作曲・編曲）
「ギラモテ☆RAINBOW」（作曲・編曲）

- 転生王女と天才令嬢の魔法革命
「Only for you」（作詞・作曲・編曲）
- クールドジ男子
「こんなボクでも。」（編曲）

### ゲーム
- ときめきレストラン
「Crazy in love」（作曲・編曲）
「We'll be alright」（作曲・編曲）

- 千銃士
「月影のラストルス」（作曲・編曲）
「Ash memories」（作曲・編曲）
「Rosebud Gravity」（作曲・編曲）
「Rose Relation」（作曲・編曲）

- この素晴らしい世界に祝福を!
「Dear Tomorrow」（作曲・編曲）

- クイーンズブレイド
「TRIPIECE」（作曲・編曲）
「Resonant Stars」（作曲・編曲）

- オンゲキ
「Starring Stars」（作曲・編曲）
「Butterfly Wave」（作曲・編曲）
「Little Twinkle」（作曲・編曲）

- 魔法使いと黒猫のウィズ
「Relation」（作曲・編曲）
「Break Night」（作曲・編曲）
「end all」（作曲・編曲）
「ColoRing」（作曲・編曲）

- Re:ステージ!
「Heroic Spark」（作曲・編曲）

- プリンセスコネクト! Re:Dive 
「Absolute Secret」（作曲・編曲）
「Ding Dong Holy Night♪」（作曲・編曲）

- アイドルマスター シンデレラガールズ スターライトステージ
「Myself」（作詞・作曲・編曲）松永涼ソロ曲

### テレビ
- ゴー!ゴー!キッチン戦隊クックルン
「すすめ!キッチン戦隊クックルン」（作曲・編曲）
- 騎士竜戦隊リュウソウジャー
「エンドレス・ファイアー」（作曲・編曲）
「Merge」（作曲・編曲）
- 機界戦隊ゼンカイジャー
「TRULY YOURS」（作曲・編曲）
「ぬぬぬ☆マジーヌ!」（作曲・編曲）
「我想う故に夢あり」（作曲）
- 暴太郎戦隊ドンブラザーズ
「永遠フェスティバル」（作曲・編曲）
「Try it!」（作曲・編曲）
「Blue Moon」（作曲・編曲）
「Jewel Pieces」（作曲・編曲）

## サポート

### ライブ
- 柿原徹也
- Machico